# Carlotta Gilli
Carlotta Gilli (Torino, 13 gennaio 2001) è una nuotatrice italiana.
Nel dicembre 2024 è stata premiata da La Gazzetta dello Sport, mediante i Gazzetta Sports Awards, come paralimpica dell'anno.

## Biografia
Carlotta Gilli nasce a Torino il 13 gennaio 2001.
Nuotatrice sin dalla giovanissima età, dal 2013 è tesserata per la Rari Nantes Torino, gareggiando nel circuito della Federazione Italiana Nuoto. Dal 2017 in regime di doppio tesseramento (Rari Nantes Torino e Gruppo Sportivo delle Fiamme Oro) comincia a gareggiare anche per la Federazione Italiana Nuoto Paralimpico, divenendo un vero e proprio astro nascente del panorama paralimpico mondiale.
Nel 2019 consegue la maturità scientifica (opzione di Scienze Applicate) presso il Liceo salesiano Valsalice. 
Nel 2022 le è stata conferita la laurea honoris causa in Teoria e Metodologia dell'allenamento della facoltà di Scienza e Tecniche dello Sport.
Nel 2025 si laurea Dottoressa in Scienze e Tecniche Psicologiche.
Grazie ai suoi record mondiali, nel 2023 compare nel Guinness World Record.
Carlotta è affetta dalla malattia di Stargardt, una retinopatia degenerativa legata a mutazione del gene ABCA4, che colpisce circa una persona su diecimila. Come nella maggior parte dei casi dove la malattia compare solitamente nei primi 20 anni di vita, anche a Carlotta i primi sintomi si sono manifestati nel periodo delle scuole elementari quando cominciavano a insorgere le prime difficoltà, come non riuscire a copiare correttamente gli appunti dalla lavagna, e l'avvicinarsi eccessivamente al foglio quando doveva scrivere.
Il suo coefficiente di vista è gradualmente diminuito nel tempo passando dai 10/10 su entrambi gli occhi (valore che aveva a 4 anni) a 1/10 all'età di 9 anni. Dal 2010 è stabile a 1/10.

## Carriera

### Gli inizi
Inizia a partecipare alle gare del settore Propaganda della società sportiva Club Ronchi Verdi nel 2009, per poi passare all'agonismo nello stesso anno salendo sul podio frequentemente, fino a vincere la prima medaglia d'oro l'8 marzo 2009 nei 25 metri stile libero in una tappa del Grand Prix Barracuda.
Nella stagione 2010-2011 passa alla Sisport Fiat, gareggiando nella categoria esordienti B2 e riuscendo a conquistare la medaglia d'argento nei 50 metri stile libero al Campionato Regionale. Prende inoltre parte per la prima volta a un campionato italiano (UISP), contribuendo alla vittoria della squadra nella categoria esordienti B. Nel 2011 diventa esordiente A, ottenendo posizioni da podio in gare singole e in staffetta, sia in competizioni di livello regionale sia in trofei nazionali.

### 2013-2015: passaggio alla categoria ragazzi e prime vittorie
L'inizio della stagione 2013-2014 segna il trasferimento alla Rari Nantes Torino e l'ingresso nella categoria Ragazzi. Durante quell'anno oltre a titoli regionali, si qualifica per i Criteria nazionali giovanili e per i campionati italiani giovanili estivi, salendo sul podio in quest'ultima manifestazione grazie agli argenti conquistati nella staffetta 4×100 metri stile libero e nella 4×100 metri mista. Nella primavera 2015, ai Criteria di Riccione, conquista l'oro nella 4×100 m stile libero e nella 4×100 m mista, siglando in questo caso la miglior prestazione italiana.
Ai campionati italiani giovanili estivi di Roma vince l'argento nei 100 metri farfalla, il bronzo nella staffetta 4×100 m stile libero e l'oro nella staffetta 4×100 m mista, ma soprattutto diventa campionessa Italiana nei 50 metri stile libero, siglando peraltro un crono valido per la qualificazione ai campionati italiani assoluti.

### 2015-2017
La stagione 2015-2016 inizia con la partecipazione al Trofeo Internazionale Nico Sapio di Genova, dove gareggia nei 100 metri farfalla e nei 100 metri stile libero. Ai Criteria nazionali giovanili vince la medaglia d'argento nei 100 metri farfalla nella categoria juniores. Prende inoltre parte al campionato italiano assoluto a Riccione, gareggiando nei 50 metri stile libero, e ad agosto ai campionati italiani di categoria.
Nella stagione 2016-2017 partecipa nuovamente, a novembre, al Trofeo Nico Sapio di Genova, aggiudicandosi i 100 metri farfalla. A dicembre al campionato italiano invernale gareggia nei 50 metri stile libero e nei 100 metri farfalla. Ai Criteria di Riccione vince l'argento nei 200 metri farfalla e il bronzo nei 100 metri farfalla.
Ad aprile 2017 agli assoluti primaverili gareggia nella staffetta 4×200 metri stile libero e nei 100 metri farfalla, centrando la finale B. In primavera partecipa anche ai campionati italiani assoluti primaverili di salvamento, nuotando la frazione a stile libero e contribuendo alla vittoria della medaglia d'argento della staffetta 4x50 m mista mista. Nel giugno del 2017 prende parte per la prima volta al Trofeo Internazionale Settecolli di Roma, nei 50 metri stile libero e nei 100 metri farfalla. L'ultima tappa della stagione è la partecipazione ai campionati italiani di categoria dove, nuotando la frazione a farfalla, sale sul 2° gradino del podio con le compagne della 4x100 m mista.

### 2017: l'esordio nel mondo paralimpico e i mondiali di Città del Messico
Essendo affetta da una patologia invalidante, decide di gareggiare anche nell'universo paralimpico. L'occasione per esordire è quella del Meeting internazionale di Berlino dove, dopo aver ottenuto la classe sportiva S13-SB13-SM13, debutta con prestazioni altisonanti siglando il record italiano nei 100 metri dorso e quello mondiale nei 200 metri misti e dei 50 metri farfalla. Ai Campionati italiani assoluti estivi FINP a Lodi vince i 100 metri stile libero, i 400 metri stile libero e i 100 metri rana, registrando in tutti e tre i casi l'oro classe S13, l'oro open ed il record italiano.
Grazie ai prestigiosi risultati ottenuti viene convocata per i mondiali di nuoto paralimpico di Città del Messico in programma dal 30 settembre al 6 ottobre. A causa del terremoto con epicentro proprio a Città del Messico, la competizione viene rinviata e spostata a dicembre. Di conseguenza, per testare il suo stato di forma, partecipa al Meeting Internazionale di Eindhoven, dal 3 al 5 ottobre, durante cui fa segnare il record europeo nei 100 metri farfalla e il record mondiale nei 50 metri stile libero
Ripartita una seconda volta per il Messico, nel corso dei suo primo campionato mondiale su sei gare disputate sale sul podio su tutte le distanze, vincendo cinque medaglie d'oro (nei 100 metri dorso, nei 100 metri stile libero, nei 100 metri farfalla, nei 50 metri stile libero e nei 200 misti) ed un argento nei 400 metri stile libero. siglando inoltre il record del mondo nei 100 metri farfalla e il record dei campionati nei 50 metri stile libero.
Grazie a questi risultati entra a far parte del Gruppo Sportivo delle Fiamme Oro e viene insignita del Collare d'Oro al Merito Sportivo, massima onorificenza conferita dal CONI.

### Stagione 2017-2018: nuovi record e campionati europei di Dublino
Con l'inizio della nuova stagione agonistica entra a far parte della categoria Cadetti (in ambito FIN) e passa sotto la guida tecnica di Andrea Grassini. Torna nuovamente a gareggiare anche in campo FIN, e al campionato italiano assoluto invernale di salvamento a Milano nuota la frazione a stile riuscendo a vincere la medaglia di bronzo nella staffetta 4x50 metri lifesaver. Nel dicembre del 2017 partecipa al campionato nazionale a squadra, la Coppa Caduti di Brema a Torino, nuotando la frazione a stile libero nelle staffette 4x100 m stile libero e 4x100 m mista, aiutando la squadra a qualificarsi in finale A2.
Durante il campionato italiano primaverile 2018 di salvamento di categoria a Riccione si piazza seconda nei 200 metri nuoto con ostacoli. In occasione del campionato italiano assoluto a Riccione vince la finale juniores nei 100 metri farfalla, e sempre a Riccione conclude con i compagni di squadra al terzo posto la Serie A2 della Coppa Caduti di Brema.
In ambito paralimpico a maggio 2018, durante la tappa italiana delle World Series disputata a Lignano Sabbiadoro, fa incetta di medaglie: vince nei 100 metri stile libero (oro categoria giovani e bronzo assoluti), nei 100 metri dorso (oro categoria giovani e bronzo assoluti), nei 200 metri misti (oro categoria giovani e oro assoluti), nei 50 metri stile libero (oro categoria giovani e bronzo assoluti) e nei 100 metri farfalla (oro categoria giovani e oro assoluti), facendo segnare in quest'ultima gara anche il record del mondo.
Prende parte anche al meeting internazionale di Berlino, durante il quale vince quattro gare (400 metri misti, e 50, 100 e 200 metri farfalla) e registra due record del mondo, nei 400 metri misti e nei 200 metri farfalla.. Conclude con un argento nei 100 metri stile libero e un bronzo nei 50 metri stile libero (26"94).
Ultima tappa FIN della stagione è la partecipazione al Settecolli di Roma (gara accreditata anche dalla FINP) dove gareggia nei 50 m farfalla, nei 50 m stile libero, nei 100 m farfalla, nei 100 m stile libero e nei 200 m farfalla. Nella finale riservata agli atleti paralimpici vince la medaglia d'oro sui 100 metri stile libero. Segna inoltre tre record del mondo nella sua categoria paralimpica, rispettivamente nei 50 metri stile libero, nei 100 metri stile libero e nei 200 metri farfalla
Durante i suoi primi campionati europei, disputati a Dublino, fa en-plein vincendo la medaglia d'oro nelle 4 gare individuali disputate: 200 metri misti, 100 metri dorso, 100 metri stile libero e 50 metri stile libero. In più contribuisce a far vincere la medaglia di bronzo alla staffetta 4×100 metri stile libero mista 49 punti. Sigla inoltre due nuovi record del mondo, nei 100 metri dorso e nei 200 metri misti. Con le sue medaglie aiuta l'Italia a raggiungere il secondo posto nel medagliere del campionato con 74 medaglie (28 ori, 24 argenti, 22 bronzi).

### Stagione 2018-2019: mondiali di Londra
L'inizio della stagione 2018-2019 la vede protagonista anche in acque libere: prende parte infatti alla quinta tappa del campionato italiano Freedom in Water a Cannigione, in Sardegna, aggiudicandosi la medaglia d'oro nella 3 km classe S11-S13. A dicembre, in occasione dei campionati italiani FINP in vasca corta di Loano, vince due ori e segna due nuovi record del mondo rispettivamente nei 100 metri stile libero (in 59"30) e nei 100 metri farfalla (in 1'03"92). Dal 2 al 3 marzo 2019 partecipa ai campionati italiani FINP di Bologna e sale due volte sul gradino più alto del podio, nei 200 metri misti SM13 e nei 400 metri stile libero S13.  Ai campionati italiani estivi FINP di Busto Arsizio conquista invece sei medaglie d'oro tra categoria e medaglie open, nei 50 metri stile libero, nei 400 metri stile libero e nei 100 metri farfalla.
Il primo appuntamento internazionale della nuova stagione è la tappa delle World Series di Glasgow, dove su quattro gare disputate sale sempre sul podio con un oro nei 100 m dorso, un doppio argento nei 50 m stile livero e nei 200 m misti e un bronzo nei 100 m stile libero. Conquista infine un secondo posto nelle skins, la cosiddetta "australiana", con lo stile che veniva estratto prima di ogni gara da 50 metri. In occasione della tappa italiana delle World Series, a Lignano Sabbiadoro, sono ben dieci le medaglie conquistate: a livello open si aggiudica l'oro nei 200 metri misti, l'argento nei 100 metri farfalla e due bronzi, nei 100 metri stile libero e mei 100 metri dorso; tra i giovani invece vince l'oro nei 100 metri stile libero, nei 100 metri dorso, nei 200 metri misti e nei 100 metri farfalla, nonché l'argento nei 50 metri stile libero. L'ultimo oro è arrivato con la staffetta azzurra 4x100 m stile libero mista. Durante il Trofeo Settecolli di Roma, vince una medaglia d'argento nei 100 metri stile libero, nella finale riservata agli atleti paralimpici, e segna il nuovo record europeo nei 200 metri stile libero S13 con il tempo di 2'08"01.
Fa parte della spedizione azzurra convocata per disputare i campionati mondiali di Londra in programma a settembre. Chiuderà la manifestazione con sei medaglie, salendo sul podio in ogni gara individuale. Vince l'oro nei 100 metri dorso, nei 50 metri stile libero, nei 100 metri stile libero e nei 200 metri misti. Inoltre conquista anche un argento nei 100 metri delfino ed un bronzo nei 400 metri stile. Con le sue medaglie dà un prezioso contributo al raggiungimento di un risultato storico per l'Italia del nuoto paralimpico, vale a dire il piazzamento al primo posto nel medagliere. Verrà nominata miglior atleta femminile della rassegna iridata. Grazie ai risultati ottenuti al mondiale londinese, inoltre, riceve per la seconda volta il Collare d'oro al merito sportivo del CONI.
La stagione FINP si conclude con i campionati italiani in vasca corta a Portici, dove conquista tre medaglie d'oro ma soprattutto ottiene tre nuovi record del mondo, nei 50 m farfalla (29"43), nei 100 m dorso (1'06"44) e nei 50 metri stile libero (27"07).

### Il 2021: europei di Funchal e Paralimpiadi di Tokyo
Dopo un 2020 povero di appuntamenti a causa della pandemia di COVID-19, nel 2021 infrange i nuovi record italiani nei 50 m dorso, nei 200 m stile libero, nei 400 m misti e nei 400 m stile libero. Il 16 e 17 aprile partecipa a una tappa delle World Series a Lignano Sabbiadoro, durante la quale arrivano due ori (nei 100 metri dorso e nei metri 200 misti), un argento nei 100 metri stile libero e un quarto posto nei 100 metri farfalla. Ai europei di Funchal conquista quattro medaglie d'oro e due argenti su sei gare disputate. Nei 100 metri dorso firma peraltro il nuovo record del mondo abbassando il tempo a 1'05"56. Ai campionati italiani assoluti estivi di Napoli vince cinque titoli italiani assoluti, nei 50 metri stile libero (S13 e open), nei 400 metri stile libero (S13 e open) e nei 100 metri rana SB13. In virtù di questi risultati ottiene la convocazione per le Paralimpiadi di Tokyo, insieme al suo tecnico Andrea Grassini.
Il 25 agosto 2021, alla sua prima gara in carriera alle Paralimpiadi, conquista la medaglia d'oro nei 100 metri farfalla S13, precedendo la compagna di nazionale Alessia Berra e firmando il nuovo record paralimpico sulla distanza con il crono di 1'02"65. Il giorno seguente vince l'argento nei 100 metri dorso S13, alle spalle della statunitense Gia Pergolini, mentre il 27 agosto arriva anche l'argento nei 400 metri stile libero, alle spalle dell'ucraina Anna Stetsenko. Due giorni più tardi sale nuovamente sul podio, stavolta grazie al bronzo nei 50 metri stile libero S13, dopo la brasiliana Maria Carolina Gomes Santiago e la russa Anna Krivshina. Il 30 agosto, infine, si aggiudica il suo secondo oro paralimpico nei 200 misti SM13, firmando pure il record del mondo con il crono di 2'21″44.

### 2021-2023: altri titoli mondiali
Dopo i giochi nel novembre 2021 partecipa ai campionati italiani assoluti FINP in vasca corta di Riccione, dove conquista tre titoli italiani assoluti e stabilisce il nuovo record europeo nei 50 metri dorso e il record del mondo nei 100 metri misti. A dicembre 2021 partecipa alla Coppa Caduti di Brema, dove la Rari Nantes Torino si qualifica per la finale nazionale A2. Nel mese di marzo 2022 partecipa alla World Series di Lignano Sabbiadoro, aggiudicandosi due medaglie d'oro: le manifestazione, peraltro, era in concomitanza con i campionati italiani assoluti invernali FINP, nei quali conquista tre titoli italiani assoluti. Sempre a marzo partecipa alla Swim Cup all'Acquamore Bocconi di Milano, dove realizza la miglior prestazione femminile nei 50 metri stile libero FINP.
Dal 12 al 18 giugno partecipa ai mondiali di Funchal, da cui torna con un oro nei 100 metri farfalla, un argento nei 200 metri misti e due bronzi nei 100 e 400 metri stile libero. Inoltre arriva quarta nei 100 metri dorso e nei 50 metri stile libero. Il 9 e 10 luglio partecipa invece ai campionati italiani assoluti estivi di Napoli, dove vince tre titoli italiani assoluti nelle tre gare disputate: 50 m stile libero S13, 400 m stile libero S13 e 100 m rana SB13.
A novembre ai campionati italiani assoluti FINP in vasca corta a Fabriano si aggiudica altri tre titoli italiani assoluti, nei 50 m farfalla, nei 50 m stile libero e nei 100 m farfalla. Dal 9 al 12 marzo prende parte invece alla tappa delle World Series di Lignano Sabbiadoro, vincendo l'oro nei 200 metri misti. In concomitanza si svolgono anche i campionati italiani assoluti invernali, in cui trionfa nei 100 metri stile libero e nei 200 metri misti. Il 18 marzo 2023 partecipa ai campionati regionali FIN con i 400 stile libero, dove vince la medaglia di bronzo e stabilisce il nuovo record italiano assoluto FINP. Dall'11 al 14 maggio partecipa al Meeting di Berlino, vincendo l'oro nei 100 m farfalla e nei 100 m dorso, l'argento nei 50 m farfalla e il bronzo nei 100 m stile libero e nei 200 m dorso. A ciò si aggiungono poi l'argento nella staffetta 4x50 m misti mista e il bronzo nella staffetta 4x50 m stile libero mista con la formazione delle Fiamme Oro. Il 24 giugno vince l’oro open nei 100 metri stile libero FINP al Settecolli di Roma, mentre a luglio partecipa ai campionati italiani assoluti estivi a Brescia dove vince tre titoli italiani su tre gare disputate: 50 metri stile libero S13, 100 metri stile libero S13 e 100 metri rana SB13. Dal 31 luglio al 6 agosto prende invece parte ai campionati mondiali di Manchester, da cui torna con quattro medaglie d’oro (100 metri farfalla con il nuovo record dei campionati, 100 metri stile libero, 400 metri stile libero e 200 metri misti) e due medaglie d’argento, nei 100 metri dorso e nei 50 metri stile libero.

### Stagione 2023-2024: europei di Funchal e Paralimpiadi di Parigi
A novembre 2023 partecipa ai campionati italiani assoluti FINP in vasca corta a Ostia, dove si aggiudica tre titoli italiani assoluti nei 50 metri stile libero, nei 50 metri farfalla (stabilendo anche il nuovo record del mondo) e nei 100 metri farfalla. Dal 14 al 17 marzo prende parte alle World Series di Lignano Sabbiadoro, dove vince l'argento nei 200 misti; ai campionati italiani assoluti invernali, invece, vince l'oro nei 100 m stile libero, nei 200 m misti e nei 100 m farfalla. Dal 21 al 27 aprile partecipa ai campionati europei di Funchal, dove conquista ben cinque medaglie d'oro (50, 100 e 400 metri stile libero, 100 metri farfalla e 200 metri misti) ed un argento, nei 100 metri dorso. In questo modo diventa l'atleta più medagliata della manifestazione a livello femminile e l'atleta più medagliata in assoluto della nazionale italiana. Il 22 e 23 giugno partecipa al Settecolli di Roma, dove vince sia 50 sia i 100 metri stile libero FINP. Il 6 e 7 luglio partecipa ai campionati italiani assoluti estivi a Brescia dove vince la medaglia d'oro nei 50 e nei 400 metri stile libero e nei 100 metri farfalla.
Il 29 agosto conquista alle Paralimpiadi di Parigi il suo secondo oro consecutivo nei 100 metri farfalla, il suo terzo in assoluto a livello paralimpico. Nei giorni successivi sale invece sul secondo gradino del podio nei 400 metri stile libero e sul terzo nei 100 metri dorso e nei 50 metri stile libero (bissando in quest'ultimo caso il bronzo di Tokyo). Il 3 settembre, infine, chiude la rassegna parigina vincendo la medaglia d'oro nei 200 metri misti, anche in questo caso ripetendosi dopo il successo in Giappone di tre anni prima e trovando così la sua decima medaglia alle Paralimpiadi in due edizioni disputate.

### Stagione 2024-2025
A novembre 2024 partecipa ai campionati italiani assoluti FINP in vasca corta a Livorno, dove si aggiudica tre titoli italiani assoluti nei 50 metri stile libero, nei 50 metri farfalla e nei 100 metri stile libero. 
Dal 13 al 16 marzo 2025 prende parte alle World Series di Lignano Sabbiadoro in concomitanza con i campionati italiani assoluti invernali dove vince l'oro nei 100 m stile libero, nei 100 m farfallae nei 50 m stile libero. 
Dal 20 al 23 marzo 2025 partecipa alla world series di Barcellona, dove vince la medaglia d'oro nei 100 m farfalla. 
Dal 26 al 28 giugno partecipa agli Internazionali di Nuoto Settecolli di Roma, dove vince la medaglia d'oro nei 50 farfalla, 50 stile libero e 100 stile libero. 
Il 5 e 6 luglio partecipa ai campionati italiani assoluti estivi a Napoli dove vince la medaglia d'oro nei 200 misti, nei 400 stile libero e nei 100 farfalla. 

## Primati
Carlotta Gilli è detentrice di sei record del mondo in vasca lunga, di quattro record del mondo in vasca corta, di tre record europei in vasca lunga, di tre record europei in vasca corta, di tredici record italiani in vasca lunga e di quattordici record italiani in vasca corta.
- Record del mondo in vasca lunga:

100 m stile libero S13 -  57"34
50 m farfalla S13 - 27"98
100 m farfalla S13 - 1'02"22
200 m farfalla S13 -  2'24"07
200 m misti SM13 - 2'21"44
400 m misti SM13 - 5'08"86
- Record europei in vasca lunga:

50 m stile libero S13 - 26"67
200 m stile libero S13 -  2'08"01
100 m dorso S13 - 1'05"56
- Record del mondo in vasca corta:

50 m stile libero S13 - 27"07
50 m farfalla S13 - 29"24
100 m farfalla S13 - 1'03"92
100 m misti SM13 - 1'07"88
- Record europei in vasca corta:

100 m stile libero S13 - 59”30
50 m dorso S13 - 30''60
100 m dorso S13 - 1"06''44
- Record italiani in vasca lunga:

50 m stile libero S13 - 26”57
100 m stile libero S13 - 57”34
200 m stile libero S13 - 2’07”48
400 m stile libero S13 - 4’26”14
50 m dorso S13 - 31”36
100 m dorso S13 - 1’05”56
200 m dorso S13 - 2’26”16
100 m rana SB13 - 1’19”89
50 m farfalla S13 - 27”98
100 m farfalla S13 - 1’01”83
200 m farfalla S13 - 2’19”38
200 m misti SM13 - 2’21”44
400 m misti SM13 - 5’06”45
- Record italiani in vasca corta:

50 m stile libero S13 - 26”45
100 m stile libero S13 - 57”05
200 m stile libero S13. - 2’05’’27
400 m stile libero S13 - 4’27”38
50 m dorso S13 - 30’’49
100 m dorso S13 - 1’05”71
50 m rana SB13 - 35’’96
100 m rana SB13 -  1’18’’45
50 m farfalla S13 - 28”137
100 m farfalla S13 - 1’01”62
200 m farfalla S13 - 2’13’’99
100 m misti SM13 - 1’06’’04
200 m misti SM13 - 2’20”98
400 m misti SM13 - 5’06”62

## Palmarès
| Paralimpiadi                   | 50 m st libero S13 | 100 m st libero S13 | 400 m st libero S13 | 100 m dorso S13   | 100 m farfalla S13 | 200 m misti SM13 | 100 m rana SB13   | 4x100 st libero mista 49 pt. |
| 2020 Tokyo Giappone            | Bronzo 27"07       | ---                 | Argento 4'26''14    | Argento 1'06''10  | Oro 1'02''65       | Oro 2'21''44     | 9º posto 1'22''73 | ---                          |
| 2024 Parigi Francia            | Bronzo 27''60      | ---                 | Argento 4'31''83    | Bronzo 1'08''08   | Oro 1'03''27       | Oro 2'25''33     | ---               | ---                          |
| Campionati mondiali IPC        | 50 m st libero S13 | 100 m st libero S13 | 400 m st libero S13 | 100 m dorso S13   | 100 m farfalla S13 | 200 misti SM13   | 100 m rana SB13   | 4x100 st libero mista 49 pt. |
| 2017 Città del Messico Messico | Oro 27''03         | Oro 59''12          | Argento 4'42"71     | Oro 1'08''32      | Oro 1'02''64       | Oro 2'25''92     | ---               | ---                          |
| 2019 Londra Regno Unito        | Oro 27"36          | Oro 58''79          | Bronzo 4'29"17      | Oro 1'06''48      | Argento 1'03''95   | Oro 2'24''46     | ---               | 9º posto 4'01''33            |
| 2022 Funchal Portogallo        | 4º posto 28"29     | Bronzo 1'01"55      | Bronzo 4'39"45      | 4º posto 1'08''51 | Oro 1'04''96       | Argento 2'28''56 | ---               | ---                          |
| 2023 Manchester Regno Unito    | Argento 27"49      | Oro 59''26          | Oro 4'31''49        | Argento 1'06''71  | Oro 1'02''61       | Oro 2'24''58     | ---               | ---                          |
| Campionati europei IPC         | 50 m st libero S13 | 100 m st libero S13 | 400 m st libero S13 | 100 m dorso S13   | 100 m farfalla S13 | 200 misti SM13   | 100 m rana SB13   | 4x100 st libero mista 49 pt. |
| 2018 Dublino Irlanda           | Oro 26"90          | Oro 57''98          | ---                 | Oro 1'05''76      | ---                | Oro 2'22''12     | ---               | Bronzo 4'03''86              |
| 2021 Funchal Portogallo        | Argento 27"30      | Oro 58''63          | Argento 4'28''86    | Oro 1'05''56      | Oro 1'03''71       | Oro 4'01''33     | ---               | ---                          |
| 2024 Funchal Portogallo        | Oro 27"52          | Oro 59"95           | Oro 4'32''98        | Argento 1'08''83  | Oro 1'03''64       | Oro 2'25''41     | ---               | ---                          |

## Riconoscimenti
- Nuotatrice paralimpica dell'anno: 2018, 2023